# Pinus patula
Pinus patula ist eine Pflanzenart aus der Gattung der Kiefern (Pinus) innerhalb der Familie der Kieferngewächse (Pinaceae). Sie ist in Mexiko verbreitet.

## Beschreibung

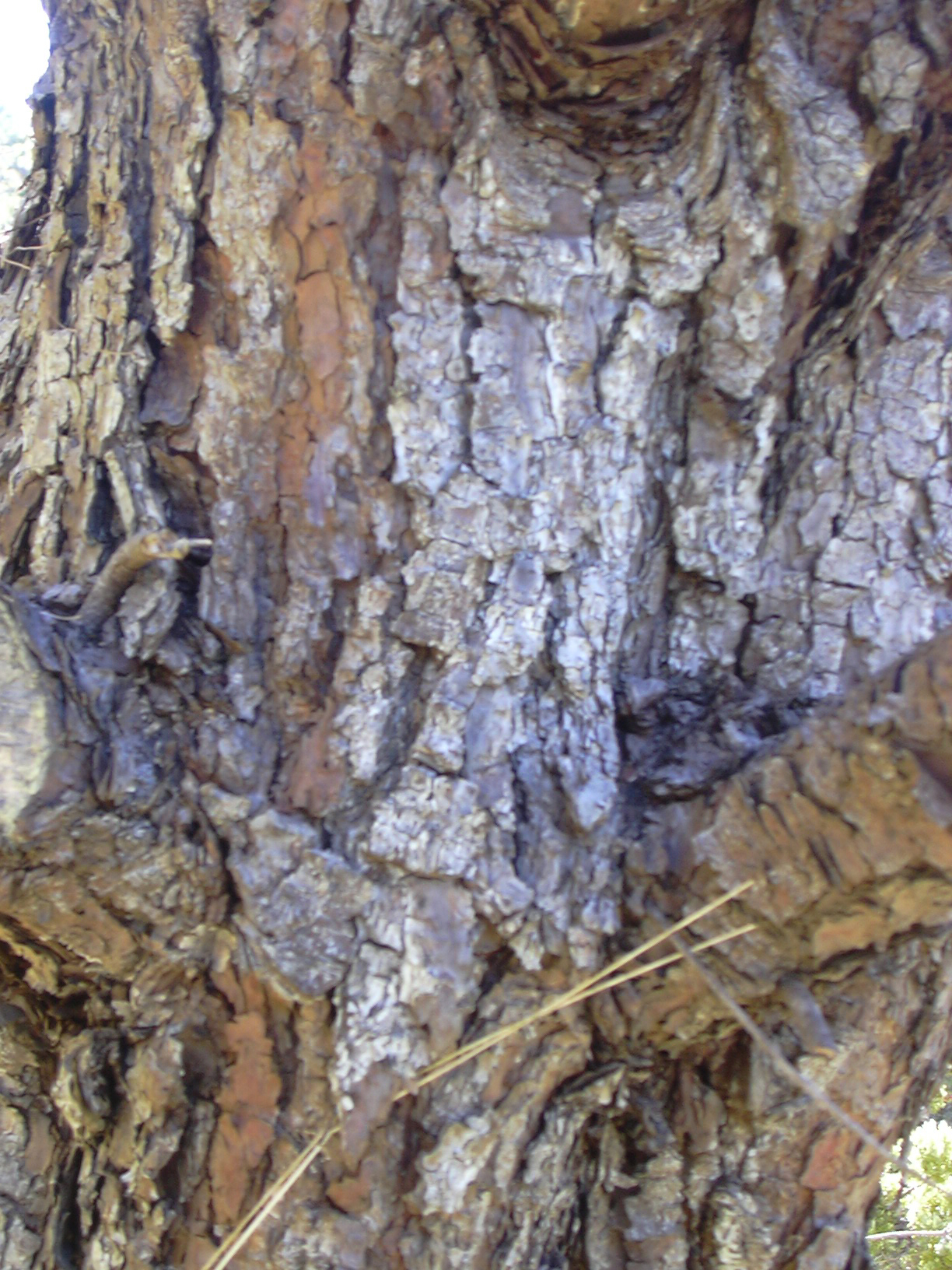
Borke

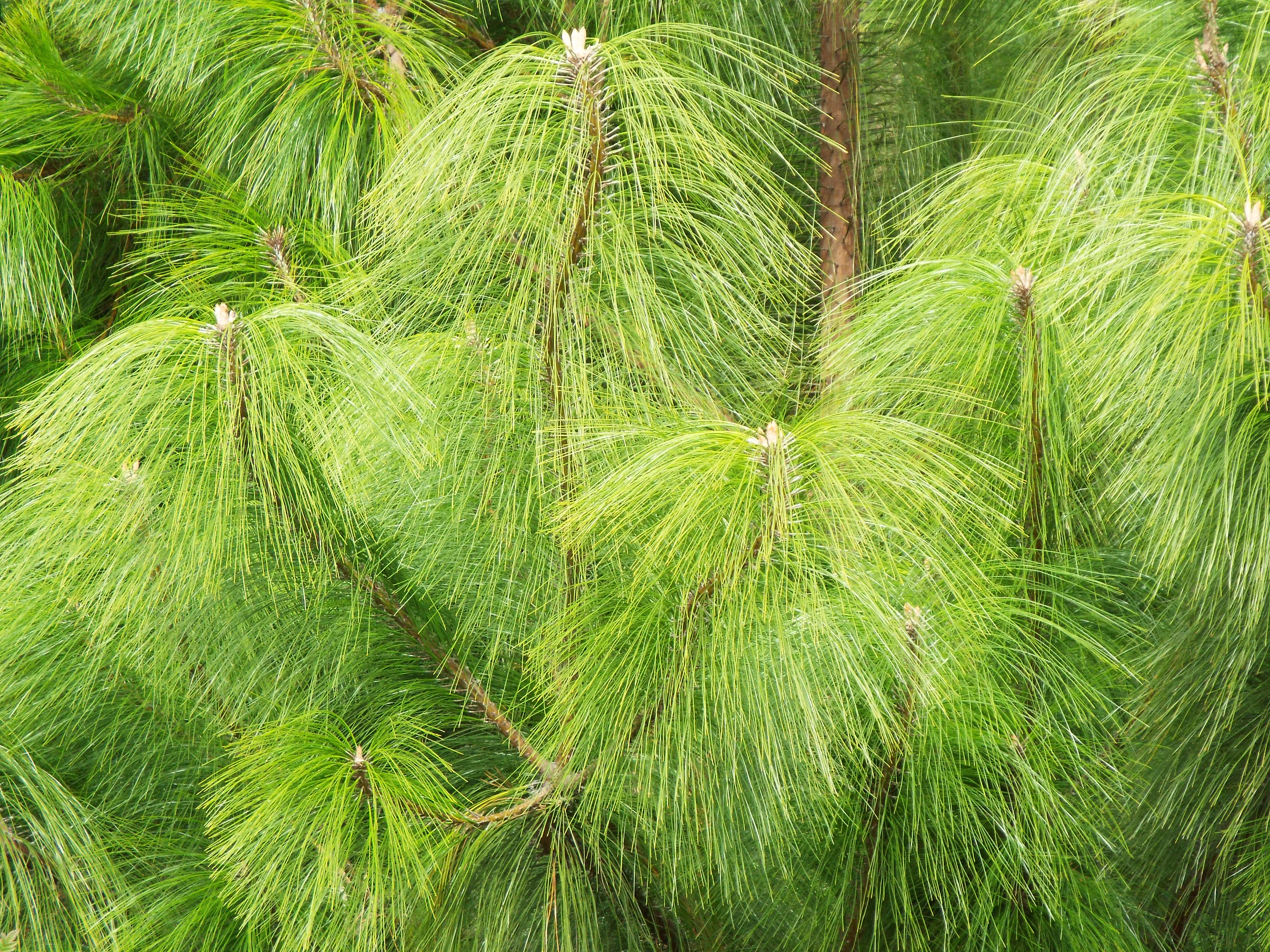
Zweige mit Nadeln

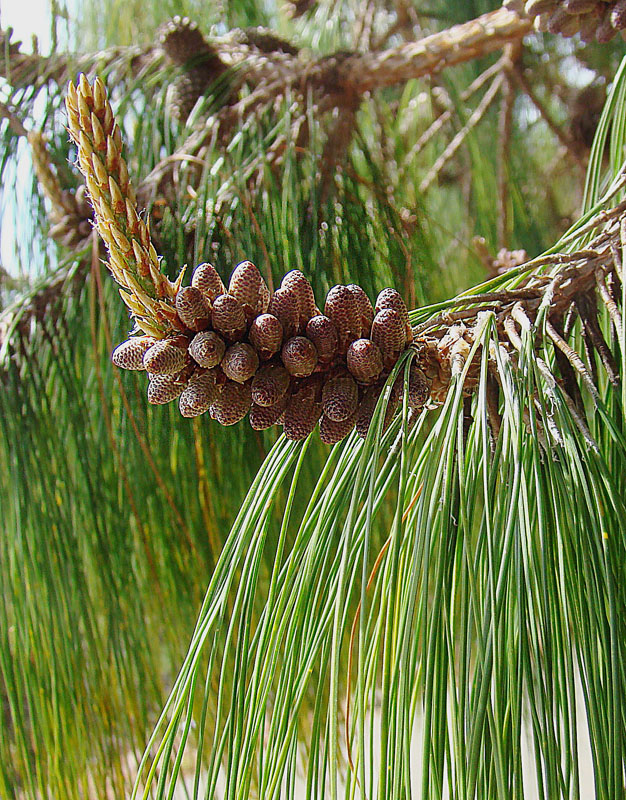
Zweig mit männlichen Blütenzapfen

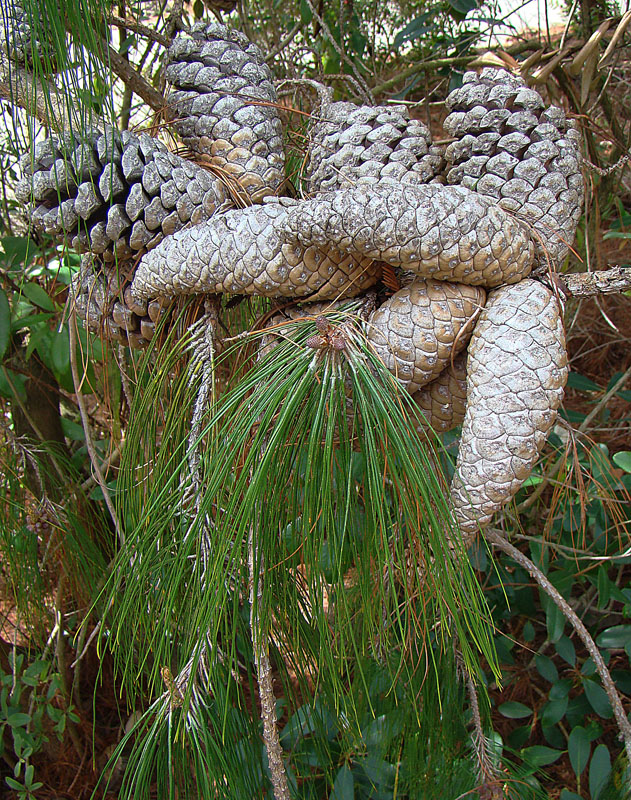
Fast reife bis reife Zapfen am Baum

### Vegetative Merkmale
Pinus patula wächst als immergrüner Baum und erreicht Wuchshöhen von 30 bis 35 Metern sowie Stammdurchmesser von 50 bis 90 Zentimetern oder selten Wuchshöhen von 40 Metern sowie Stammdurchmesser von 1 Meter. Der Stamm ist meist gerade und bis in 20 Meter Höhe astfrei. Die unteren Äste stehen waagrecht bis manchmal leicht abwärts gerichtet und bilden eine offene, rundliche Krone. Die Borke ist bei reifen Bäumen im unteren Kronenbereich dick mit tiefen, senkrechten Rissen. Ab 3 bis 4 Meter Höhe ist die Borke dünn, schuppig und rötlich bis gelblich-rot. An jungen Bäumen ist die Borke dünn, schuppig und gelblich rot. Die Zweige sind schlank, manchmal leicht hängend, schuppig und gelblich rot. Es sind meist fünf, selten vier Keimblätter vorhanden.
Das Holz ist weich, leicht und bleich-gelblichweiß mit leicht dunklerem Kernholz.
Die Nadelblätter stehen in Bündeln an Kurztrieben zu dritt, manchmal zu viert, selten zu fünft; die Scheiden sind fahl graubraun, 10 bis 15 Millimeter lang und ausdauernd. Die Nadelblätter sind schlank, 15 bis 25 Zentimeter lang, hängend, hellgrün bis gelbgrün. Der Rand ist fein gesägt. Es sind ein bis vier, meist drei Harzkanäle vorhanden. Es gibt zwei aneinanderliegende, aber abgegrenzte Leitbündel.

### Generative Merkmale
Die männlichen Zapfen stehen in dichten Gruppen von zwei bis zehn, an schlanken Stielen nicht nur an Zweigen, sondern auch am Stamm. Ihre kleinen, dicken Zapfenschuppen tragen einen kleinen, abfallenden Dorn.
Die weiblichen Zapfen sitzen in Gruppen von vier bis acht zusammen. Die weiblichen Zapfen sind bei einer Länge von 7 bis 10 Zentimetern länglich-kegelförmig, leicht gekrümmt, hart und braun bis gelbbraun. Sie reifen im Winter, bleiben aber oft über Jahre geschlossen und öffnen sich häufig erst nach einem Feuer. Die Zapfenschuppen sind hart und steif.
Die Samen sind mit Längen etwa 5 Millimetern sehr klein, rundlang, dunkelbraun bis fast schwarz. Der Samenflügel ist etwa 17 Millimeter lang und hellbraun. Auf ein Kilogramm kommen rund 115.000 Samen.
Die Chromosomenzahl beträgt 2n = 24.

## Verbreitung und Standorte

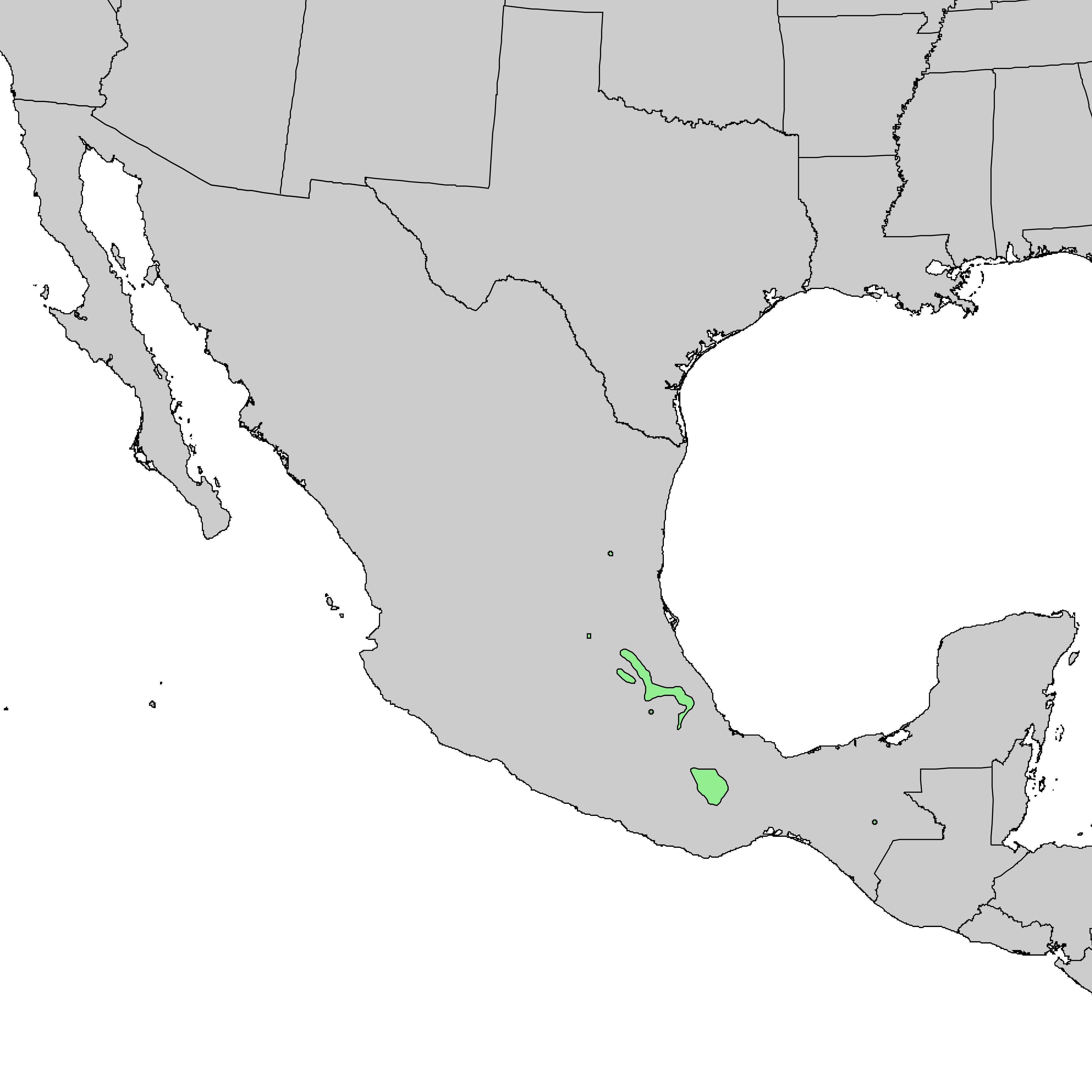
Verbreitungsgebiet

Pinus patula hat eine sehr begrenzte Verbreitung. Sie kommt in verstreuten Populationen im südöstlichen Bereich der Sierra Madre Oriental in Mexiko, etwa zwischen dem 24. und dem 17. nördlichen Breitengrad vor.
Pinus patula wächst in Höhenlagen von 1500 bis 3100 Metern in Gebieten mit 1000 bis 1500 mm Jahresniederschlag. Feuchtigkeit ist das ganze Jahr in Form von Nebel oder Regen vorhanden. In trockeneren Bereichen wird Pinus patula von Pinus teocote und Pinus leiophylla verdrängt.
Pinus patula wurde jedoch als Forstbaum u. a. 1907 ins südliche Afrika eingeführt und verwilderte dort.

## Systematik
Die Erstbeschreibung von Pinus patula erfolgte 1831 Diederich Franz Leonhard von Schlechtendal und Adelbert von Chamisso in Linnaea, 6. Band, Seite 354.
Von Pinus patula gibt es zwei Varietäten:
- Pinus patula var. longipedunculata Loock ex Martínez (Syn.: Pinus longipedunculata (Loock ex Martínez) Businský, Pinus patula subsp. longipedunculata (Loock ex Martínez) Silba): Sie kommt in den mexikanischen Bundesstaaten Oaxaca sowie zentrales Chiapas und in Hidalgo sowie Veracruz (nur zwei Fundorte) vor. Das Gesamtverbreitungsgebiet ist 1997 noch nicht vollständig bekannt.[4]
- Pinus patula Schltdl. & Cham. var. patula (Syn.: Pinus subpatula Roezl ex Carrière, Pinus patula var. macrocarpa Mast.): Sie kommt in den mexikanischen Bundesstaaten Tamaulipas (nur wenige Fundorte), Querétaro, Hidalgo, México, Distrito Federal, Morelos, Tlaxcala, Puebla, Veracruz, Oaxaca sowie Chiapas vor.[4]

## Belege